# Diamond Eyes (singolo)
Diamond Eyes è un singolo del gruppo musicale statunitense Deftones, pubblicato il 15 marzo 2010 come secondo estratto dall'omonimo album.

## Descrizione
Traccia d'apertura dell'album, la canzone è stata apprezzata sia dai fan che dai critici, e il riff di chiusura del brano è stato definito dalla critica come uno dei più aggressivi mai composti dal gruppo.
Il basso, come in tutte le altre tracce dell'album, è suonato da Sergio Vega, ex-bassista dei Quicksand e sostituto di Chi Cheng, quest'ultimo finito in coma in seguito ad un incidente stradale avvenuto nel 2008.

## Video musicale
Il 13 aprile 2010 è stato anche pubblicato un video per il brano, nel quale sono visibili due barbagianni, molto simili a quello raffigurato sulla copertina dell'album omonimo. Contemporaneamente compaiono nel video anche tre misteriose ragazze alle quali i barbagianni girano intorno in continuazione e il gruppo mentre esegue il brano.

## Tracce
Download digitale, CD promozionale (Regno Unito, Stati Uniti)
1. Diamond Eyes – 3:08

## Formazione
Gruppo
- Abe Cunningham – batteria
- Chino Moreno – voce, chitarra
- Frank Delgado – tastiera, campionatore
- Sergio Vega – basso
- Stephen Carpenter – chitarra

Produzione
- Nick Raskulinecz – produzione
- Paul "Fig" Figuerda – registrazione, ingegneria del suono
- Chris Lord-Alge – missaggio
- Keith Armstrong – assistenza tecnica
- Nik Karpen – assistenza tecnica
- Brad Townsend – ingegneria del suono aggiuntiva
- Andrew Schubert – ingegneria del suono aggiuntiva
- Ted Jensen – mastering
- Tom Whalley – produzione esecutiva

## Classifiche
| Classifica (2010)                | Posizione massima |
| -------------------------------- | ----------------- |
| Stati Uniti (alternative)        | 16                |
| Stati Uniti (rock & alternative) | 14                |